# Froehn

Karte des Weinbaugebiets Elsass und Grand-Cru-Einzellagen. Diese sind als rote Punkte eingezeichnet.

Der Froehn ist eine Weinlage im Elsass. Seit dem 17. Dezember 1992 ist die Lage Froehn Teil der Appellation Alsace Grand Cru und gehört damit zu den 51 potentiell besten Lagen des Elsass. Insgesamt wurden 14,6 Hektar Rebfläche in der Gemeinde Zellenberg zugelassen. Die Elsässer Weinstraße führt von Ribeauvillé kommend rechts am Froehn entlang; auf der anderen Straßenseite liegt der Schoenenburg. Kurz vorher berührt die Route die Lagen Rosacker und Geisberg. In Richtung Kaysersberg liegen die Weinlagen Sonnenglanz, Mandelberg, Marckrain und Mambourg.

## Lage
Die Lage befindet sich auf dem Gebiet der Gemeinde Zellenberg, ca. 10 km nordwestlich von Colmar entfernt. Das Gebiet befindet sich in einer Hügelzone, die den Vogesen vorgelagert ist. Der Froehn liegt in östlicher bis südlicher Exposition auf einer Höhe von 260 bis 300 m ü. NN und umschließt nahezu die Hälfte des Gemeindekerns. Durch die Hanglage wird die Gefahr von Frostschäden nach dem Austrieb der Reben im Frühjahr minimiert, weil in den Nächten entstehende Kaltluft nicht über den Weinbergen liegen bleibt, sondern zur Ebene hin abgleiten kann. Die Vogesen im Westen bewahren das in seinem Lee gelegene Weinbaugebiet bei Südwest- oder Westwetterlagen vor zu viel Niederschlag. Daraus resultiert eine für die nördliche Lage überdurchschnittlich lange Sonnenscheindauer.
Die Lage befindet sich nahe der direkten Übergangszone zur Oberrheinischen Tiefebene. Der schwere Boden besteht aus Mergel aus dem Schwarzen Jura (häufig Lias genannt).

## Rebsorten
Die Lage und die Bodenqualität begünstigen den Anbau von Gewürztraminer und Pinot Gris sowie in sehr geringem Umfang von Riesling. Prinzipiell dürfen auch die Rebsorten Muscat d’Alsace (also Muskat Ottonel und Muscat blanc à petits grains) angepflanzt werden.

## Geschichte
Médard Barth bescheinigt dieser Lage in seinem Referenzwerk Der Rebbau des Elsass und die Absatzgebiete seiner Weine bereits in den 1950er Jahren großes Qualitätspotential.